# Hangö gymnasium
Hangö gymnasium är ett svenskspråkigt gymnasium i Hangö i landskapet Nyland i Finland. Gymnasiet, som även har en tennislinje, är Finlands sydligaste gymnasium.

## Historia
Hangö gymnasiums historia sträcker sig tillbaka till 1800-talet, ursprungligen som läroverk. Den 12 november 1895 erhöll skolan tillstånd att bli en borgerlig skola och den 10 september 1899 fick man 
tillstånd att utöka med en åttonde klass. År 1918 övertogs skolans lägre klasser av staten, medan gymnasiet fortsatte att bedriva privat gymnasieutbildning. Den 26 maj 1925 tog staten även över gymnasiet.
Mellan 1945 och 1976 benämndes läroverket Hangö samlyceum. År 1976 ändrades namnet till Hangö Gymnasium, med verksamhet som ett kommunalt gymnasium.

### Skolbyggnaden
Skolhuset ritades ursprungligen av arkitekt Selim Arvid Lindqvist. Gymnasiets träbyggnader passar väl in i stadsmiljön. Det finns en sportplan framför skolan och stadens stora näckrosdamm helt intill.
År 1986 utökades skolan med en byggnad för Hangö högstadium. Tillbyggnaden ritades av arkitekt Tapio Raij vid professor Osmo Lappos arkitektbyrå.